# Paspalidium globoideum
Paspalidium globoideum là một loài thực vật có hoa trong họ Hòa thảo. Loài này được (Domin) Hughes mô tả khoa học đầu tiên năm 1923.